# Finlandia ai Giochi della XVIII Olimpiade
La Finlandia partecipò ai Giochi della XVIII Olimpiade, svoltisi a Tokyo dal 10 al 24 ottobre 1964, con una delegazione di 89 atleti impegnati in 13 discipline per un totale di 64 competizioni. Portabandiera alla cerimonia di apertura fu il ginnasta Eugen Ekman, alla sua seconda Olimpiade, già medaglia d'oro a Roma 1960.
Il bottino della squadra fu di tre medaglie d'oro e due di bronzo, che le valsero il dodicesimo posto nel medagliere complessivo.

## Medagliere

### Per discipline
| Sport            | Oro | Argento | Bronzo | Totale |
| ---------------- | --- | ------- | ------ | ------ |
| Tiro             | 2   | 0       | 0      | 2      |
| Atletica leggera | 1   | 0       | 0      | 1      |
| Ginnastica       | 0   | 0       | 1      | 1      |
| Pugilato         | 0   | 0       | 1      | 1      |
| Totale           | 3   | 0       | 2      | 5      |

### Medaglie
| Medaglia | Atleta           | Sport            | Evento                          |
| -------- | ---------------- | ---------------- | ------------------------------- |
| Oro      | Pauli Nevala     | Atletica leggera | Lancio del giavellotto maschile |
| Oro      | Pentti Linnosvuo | Tiro             | Pistola 25 metri                |
| Oro      | Vaino Markkanen  | Tiro             | Pistola 50 metri                |
| Bronzo   | Hannu Rantakari  | Ginnastica       | Volteggio maschile              |
| Bronzo   | Pertti Purhonen  | Pugilato         | Pesi welter                     |

## Risultati

### Pallacanestro
| Atleta | Classifica |
| --- | ---------- |
| V · D · M Nazionale finlandese - Pallacanestro ai Giochi della XVIII Olimpiade 4 Manninen · 5 K. Liimo · 6 Lampén · 7 Laanti · 8 M. Liimo · 9 Lindholm · 10 Harjula · 11 Kala · 12 Kauppinen · 13 Pilkevaara · 14 Finneman · 15 Vartia · All. Kalevi Tuominen | 11°        |
| Nazionale finlandese - Pallacanestro ai Giochi della XVIII Olimpiade |            |
| 4 Manninen · 5 K. Liimo · 6 Lampén · 7 Laanti · 8 M. Liimo · 9 Lindholm · 10 Harjula · 11 Kala · 12 Kauppinen · 13 Pilkevaara · 14 Finneman · 15 Vartia · All. Kalevi Tuominen                                                                                |            |